# Cyrtopholis bartholomaei
Cyrtopholis bartholomaei is een spinnensoort uit de familie van de vogelspinnen (Theraphosidae). De wetenschappelijke naam van de soort werd voor het eerst geldig gepubliceerd in 1832 door Latreille.
De soort komt voor in St. Thomas, Saint-Barthélemy en Antigua.